# Sclerocrangon variabilis
Sclerocrangon variabilis is een garnalensoort uit de familie van de Crangonidae.